# Droguetia ambigua
Droguetia ambigua är en nässelväxtart som beskrevs av Hugh Algernon Weddell. Droguetia ambigua ingår i släktet Droguetia och familjen nässelväxter. Inga underarter finns listade i Catalogue of Life.